# Antonio Mora
Antonio Mora (La Habana, 14 de diciembre de 1957) es un periodista estadounidense nacido en Cuba, ganador de varios premios Emmy y presentador de noticias de televisión. Es conocido por sus años en ABC News, incluidos sus cuatro años como presentador de noticias y corresponsal en jefe de Buenos días, América. Fue presentador en Al Jazeera América y su transmisión de noticias a las 9 p. m.. Durante el primer año y medio de existencia de la red, actuó como presentador de un programa llamado Consider This. Fue el primer latino en presentar un noticiero en horario estelar en Chicago y uno de los únicos latinos en presentar un programa nacional de noticias.
Es actualmente Editor en Jefe de Newsandnews.com, una aplicación y sitio web de noticias. También enseña periodismo en la Escuela de Comunicación de la Universidad de Miami (enero de 2018 hasta la actualidad).

## Personal
La familia de Mora abandonó Cuba en 1960. Creció en los Estados Unidos y en Caracas, Venezuela. Es licenciado en Derecho, summa cum laude, en la Universidad Católica Andrés Bello en Caracas y máster en Derecho en la Escuela de Derecho Harvard. Antes de convertirse en locutor, fue abogado de finanzas corporativas en Debevoise & Plimpton en Manhattan. Es bisnieto del político cubano y presidente de la Sociedad de las Naciones,Cosme de la Torriente y Peraza. Es hermano del tenista, Alfonso Mora, cuñado de la presentadora de televisión Maite Delgado y ex-cuñado de la modelo Inés Rivero.

## Vida profesional
Mora comenzó su carrera en la radiodifusión como presentador deportivo y reportero de la estación WXTV de Univision en Nueva York. Luego trabajó como presentador y productor para la estación de Telemundo en Nueva York, WNJU-TV . Fue uno de los presentadores originales de las transmisiones internacionales de ESPN a América Latina y uno de los presentadores originales de NBC News Nightside, el noticiero nacional nocturno de la cadena NBC . Luego se desempeñó como reportero y presentador de WTVJ en Miami y fue el coanfitrión original de Good Day LA para KTTV en Los Ángeles, antes de ser contratado por ABC como anfitrión de Good Morning America Sunday y corresponsal de Good Morning America . Más tarde informó sobre prácticamente todas las transmisiones de ABC News, incluidas Nightline y 20/20, que cubren noticias de más de una docena de países en cuatro continentes. También presentó las noticias de última hora de ABC News y se desempeñó como corresponsal de World News Tonight con Peter Jennings y como presentador sustituto habitual de la edición de fin de semana de World News Tonight . En 1999, se convirtió en el presentador de noticias de Good Morning America en el momento en que Diane Sawyer y Charles Gibson se convirtieron en los coanfitriones del programa. Cuatro años más tarde, se fue a Chicago, donde se desempeñó como presentador principal en la WBBM-TV propiedad de CBS hasta 2008.  Fue presentador de noticias en WBS TV de propiedad y operación de CBS en Miami hasta el 17 de diciembre de 2012. Es un moderador de debates experimentado, que ha moderado debates de gobernador en Illinois y Florida, debates senatoriales y del Congreso en Florida. El 26 de julio de 2013 fue contratado para organizar un programa de entrevistas de actualidad de la semana llamado Consider This en Al Jazeera America

### Premios
Mora ha recibido premios por informar, presentar noticias de última hora, entrevistar y como comentarista. Sus honores incluyen dos Premios Peabody, un Premio nacional Edward R. Murrow, un Domo de Plata, nueve Premios Emmy a nivel local y dos a nivel nacional. Fue nombrado uno de los "100 hispanos más influyentes" del país por la revista Hispanic Business en 1999. Recibió doctorados honorarios de Our Lady of Holy Cross College y Ursinus College.

### Asociaciones y trabajo benéfico
Es miembro del Consejo de Relaciones Exteriores y exvicepresidente de Radiodifusión de la Asociación Nacional de Periodistas Hispanos. Es miembro de la Junta de Síndicos de la Fundación Bicentenario Abraham Lincoln y voluntario de la Asociación de Tenis de los Estados Unidos. Ha sido miembro de los consejos de administración del Goodman Theatre, el Chicago Children's Choir y la Latin School of Chicago. Mantiene una participación activa en muchas organizaciones sin fines de lucro y organizaciones benéficas. 

### Crédito de película y otras actividades
Tuvo un cameo en la película Speed de 1994 protagonizada por Sandra Bullock.